# 田村義和
田村義和（たむら よしかず、1978年10月17日 - ）は、日本のラグビー選手。

## プロフィール
- 青森県南津軽郡出身。
- ポジションはプロップ(PR)。
- 身長 183cm、体重 110kg
- ニックネームはデンさん。

## 略歴
自衛隊に入って、19歳からラグビーを始めた。
弘前実業高校卒業後、1997年に習志野自衛隊に入る。6年在籍した。
2003年、釜石シーウェイブスに加入。2シーズンプレーした。
2004年、第19回アジアラグビーフットボール大会の日本選抜メンバーに選出される。
2005年、セコムラガッツに加入。4シーズンプレーした。
2009年、サントリーフーズサンデルフィスに加入。1シーズンプレーした。
2010年、ヤマハ発動機ジュビロに加入。
2017年、ヤマハ発動機ジュビロを退団した。